# Тонкерис (Алматинская область)
Тонкерис (каз. Төңкеріс) — село в Талгарском районе Алматинской области Казахстана. Входит в состав Панфиловского сельского округа. Находится примерно в 20 км к северу от города Талгар. Код КАТО — 196253600.

## Население
В 1999 году население села составляло 1624 человека (784 мужчины и 840 женщин). По данным переписи 2009 года, в селе проживало 1787 человек (859 мужчин и 928 женщин).

## Хозяйство
С 1932 по 1996 г. село являлось отделением совхоза имени П. Томаровского.